# موتور ملاوحید کلکلی
موتور ملاوحید کلکلی یک منطقهٔ مسکونی در ایران است که در دهستان حومه (ایرانشهر) واقع شده‌است. موتور ملاوحید کلکلی ۴۹ نفر جمعیت دارد.